# Lymnas leucophlegmoides
Lymnas leucophlegmoides är en fjärilsart som beskrevs av Adalbert Seitz 1917. Lymnas leucophlegmoides ingår i släktet Lymnas och familjen Riodinidae. Inga underarter finns listade i Catalogue of Life.